# Aristida pilosa
Aristida pilosa là một loài thực vật có hoa trong họ Hòa thảo. Loài này được Labill. mô tả khoa học đầu tiên năm 1824.